# カテコールボラン
カテコールボラン（英: Catecholborane）は化学式C6H4O2BHを持つ、カテコールとボランの誘導体である。無色の液体であり、有機合成に有用な有機ホウ素化合物である。

## 合成
古くは冷却したTHF中でカテコールをボランとともに処理することで合成した。しかし、この方法では2モル当量の水素化物が失われてしまうという欠点があった。NöthとMännigはジエチルエーテルのようなエーテル系の溶媒中で、アルカリ金属水素化ホウ素（水素化ホウ素リチウム、水素化ホウ素ナトリウム、水素化ホウ素カリウム）とトリス(カテコラト)ビスボランとの反応を報告した。2001年には、ハーバート・ブラウンらにより、トリ-o-フェニレンビスボレートをジボランで処理することによりカテコールボランを調製する方法を報告している。ボランやアルキルボランとは異なり、カテコールボランはモノマーとして存在する。これは、アリールオキシ基が存在することによりホウ素原子のルイス酸性度が低下しているためである。

## 反応
カテコールボランは、ボランと比べてヒドロホウ素化における反応性が低い。カテコールボランを末端アルキンで処理すると、trans-ビニルボランが生成する。
{\displaystyle {\ce {C6H4O2BH + HC2R -> C6H4O2B-CHCHR}}}
この反応の生成物は鈴木・宮浦カップリングの前駆体であり、アルカンまで反応せずアルケンで止まる唯一のボランである。
カテコールボランはβ-ヒドロキシケトンをsyn-1,3-ジオールにする際の立体選択的還元剤として用いることができる。
カテコールボランは低原子価の金属錯体に酸化的付加し、ホウ素錯体を形成する。
{\displaystyle {\ce {C6H4O2Bh + Pt(PR3)2 -> (C6H4O2B)Pt(PR3)2H}}}